# Euptera schultzei
Euptera schultzei es una especie de  Lepidoptera, de la familia Nymphalidae,  subfamilia Limenitidinae, tribu Adoliadini, pertenece al género Euptera.

## Localización
Esta especie de Lepidoptera se encuentra localizada en África.